# Fede Galizia

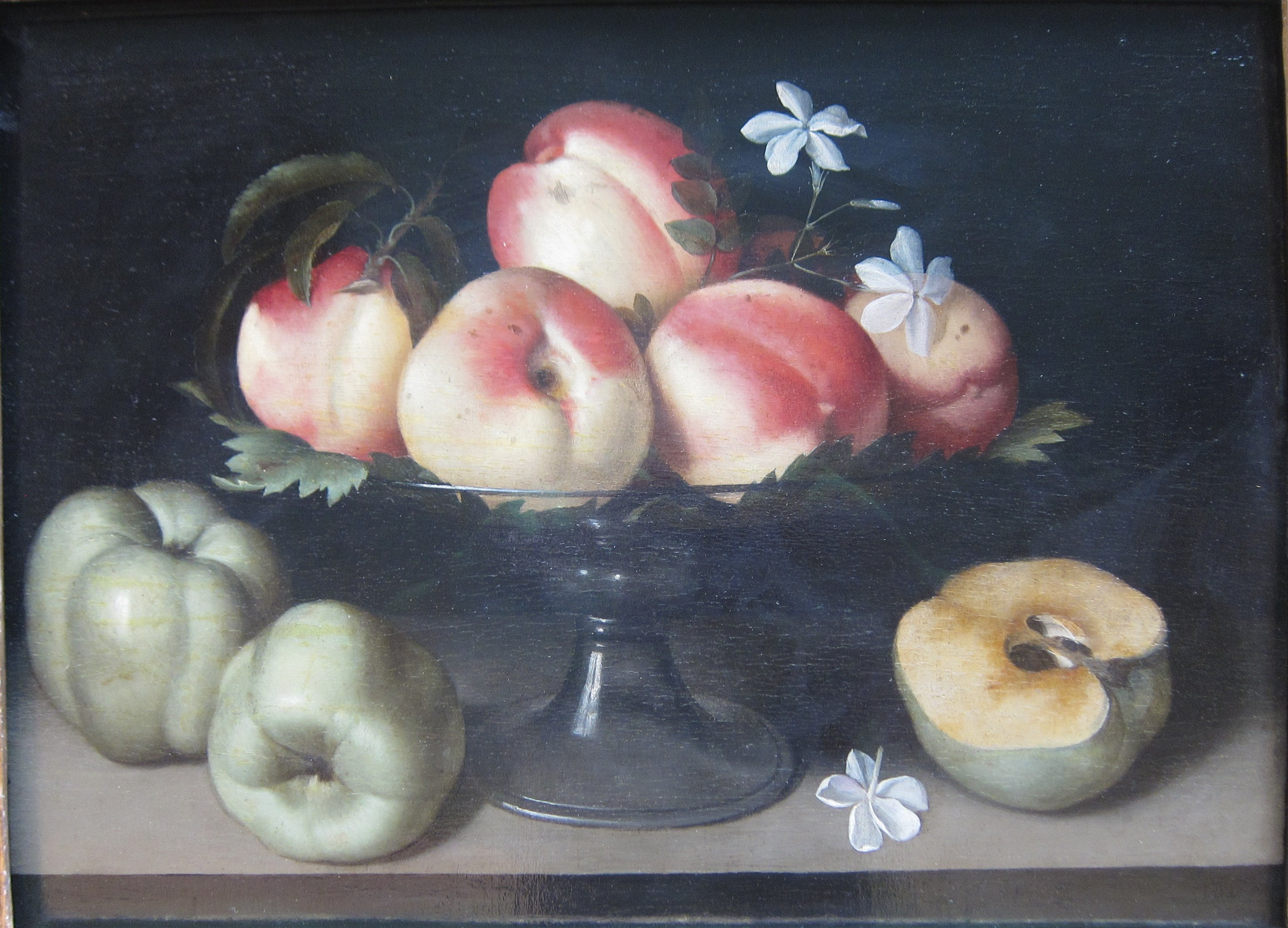
Martwa natura z owocami i jaśminem, ok. 1593, kolekcja prywatna

Fede Galizia (ur. 1578 w Mediolanie, zm. 1630 tamże) – włoska malarka barokowa.
Była córką i uczennicą miniaturzysty Nunzio Galizii. Malowała od 12 roku życia, początkowo obrazy o tematyce religijnej i portrety pod wyraźnym wpływem włoskiej tradycji renesansowej i takich twórców jak Moretto da Brescia, Giovanni Battista Moroni i Lorenzo Lotto. Jednak do historii sztuki przeszła jako autorka martwych natur i obecnie uważana jest za prekursorkę tego gatunku malarskiego we Włoszech.
Artystka całe życie mieszkała w Mediolanie, nigdy nie wyszła za mąż, zmarła w czasie zarazy w 1630.

## Wybrane prace
- Chrystusa w ogrodzie, Muzeum Diecezjalne, Mediolan.
- Portret Paolo Morigia, Pinacoteca Ambrosiana, Mediolan.
- Judyta z głową Holofernesa (1596), John and Mable Ringling Museum of Art, Floryda.
- Martwa natura z jabłkami i brzoskwiniami, Metropolitan Museum of Art.
- Noli me tangere – obraz w ołtarzu głównym bazyliki Santo Stefano Maggiore w Mediolanie.